# Aeropuerto Internacional de El Cairo
El Aeropuerto Internacional de El Cairo (IATA: CAI, OACI: HECA) (en árabe: مطار القاهرة الدولي‎) es el aeropuerto civil más importante de El Cairo, Egipto. Es el principal centro de conexión de EgyptAir. Está localizado en el noreste de El Cairo, a unos 15 km del centro. Es administrado por Cairo Airport Authority (CAA).
En 2012, el aeropuerto fue utilizado por 14 711 500 pasajeros (+12,8 % más que el año 2011). Es el segundo aeropuerto en cuanto a tráfico en África después del Aeropuerto Internacional de Johannesburgo en Johannesburgo, Sudáfrica.

## Terminales

### Terminal 1
La terminal 1 fue construida en 1945. Durante la Segunda Guerra Mundial, los EE. UU. construyeron la Base de la Fuerza Aérea Payne Field para asistir a las fuerzas aliadas, en lugar de tomar el control del existente Aeropuerto de Almaza, ubicado a unos 5 km. Cuando las fuerzas estadounidenses abandonaron la base al finalizar la guerra, la Autoridad de Aviación Civil (CAA) tomó el control de las instalaciones y empezó a utilizarlo para la aviación civil internacional. En 1963, el Aeropuerto Internacional de El Cairo reemplazó al viejo Aeropuerto de Heliopolis, el cual había sido localizado en el área Hike-Step, al este de El Cairo.
La Terminal cuenta con la Sala de Arribos 1, Sala Internacional 3 y Sala 4 para servicios privados y no comerciales. Como parte del reciente programa de modernización y mejoramiento, la CAA demolió la Sala 3, previamente utilizada para arribos y partidas domésticas, para construir una nueva sala a ser utilizada para arribos internacionales. La Terminal 1 es comúnmente conocida como el "Viejo Aeropuerto", aunque sus instalaciones tuvieron recientemente una completa renovación y son más nuevas que las de la Terminal 2, a la cual se sigue haciendo referencia como el "Nuevo Aeropuerto".
La Terminal 1 es utilizada por EgyptAir para sus vuelos de cabotaje e internacionales. También es utilizado por El Al, varias aerolíneas del mundo árabe, y un creciente número de otras aerolíneas internacionales, tales como Air France, el cual transfirió sus operaciones desde la Terminal 2 en el 2006. 
La CAA también ha inaugurado el "Airport City Concept", para proveer una variada oferta de servicios y entretenimiento a los viajeros, visitas al aeropuerto, como así también al público en general. La primera fase de ésta, un nuevo centro comercial denominado AirMall ha sido construida cerca de la nueva Sala 3 para arribos internacionales de la Terminal 1.

### Terminal 2
La Terminal 2 fue inaugurada en 1986. Es utilizada principalmente por aerolíneas europeas y del este de Asia, aerolíneas de la región del Golfo, y el África Subsahariana. Tras los Atentados del 11 de septiembre de 2001, todos los vuelos a los Estados Unidos y Canadá, incluyendo aquellos operados por EgyptAir, fueron transferidos a la Terminal 2. Posteriormente EgyptAir ha trasladado sus servicios a Norteamérica a la Terminal 1, en coincidencia con la finalización de las obras de renovación. 
Las salas de arribos y partidas están ubicadas una al lado de la otra en el mismo nivel. Hay locales libres de impuestos en el aeropuerto, en el área de tránsito, y una cafetería en el área de partidas. También hay un nuevo restaurante abierto en el 2005 en una pequeña sección que separa las salas de arribos y partidas.
La arquitectura del edificio de la terminal limita la posibilidad de expansión. Se registran importantes congestiones cuando más de tres vuelos realizan el check-in en forma simultánea, o más de dos vuelos arriban al mismo tiempo.

### Terminal 3

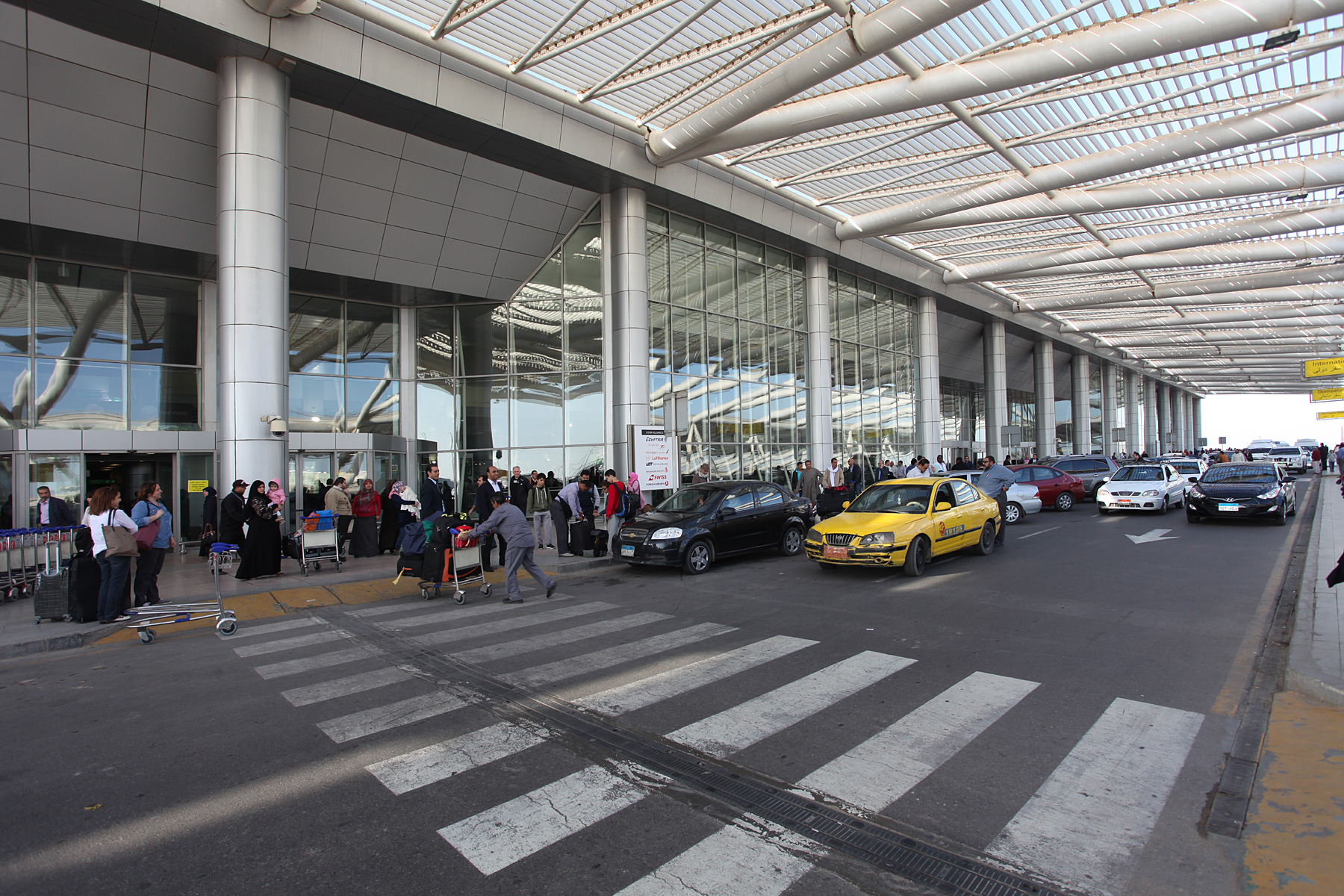
Acceso a la Terminal 3.

Dado el crecimiento proyectado, y la limitada posibilidad de expandir la Terminal 2, la CAA ha empezado la construcción de la Terminal 3, cuya inauguración se espera para marzo de 2008. Será localizado adyacente a la Terminal 2, y las dos terminales serán conectadas por un puente. Las rutas de acceso serán rediseñadas, y las áreas de estacionamiento serán relocalizadas.
El plan maestro incluye:
- un edificio principal de 164,000 m² y tres niveles.

- dos muelles con capacidad extensible y pasillos de acceso para el tráfico doméstico e internacional, ya sea por contacto o remotos. El edificio principal y los muelles están conectados por pasillos. Dos de las puertas de embarque serán equipadas para operar con la aeronave Airbus A380.

- se incluirán puentes para mejorar el acceso a la terminal, áreas de estacionamiento y una nueva ruta de acceso que conecta el aeropuerto con la autopista.

Finalizada la construcción de esta Terminal, el Aeropuerto Internacional de El Cairo duplicará su capacidad, otorgando a los pasajeros y aerolíneas un mejor servicio e instalaciones.

## Estadísticas
Ver fuente y consulta Wikidata.

## Aerolíneas y destinos

### Destinos nacionales
| Aerolíneas       | Destinos                                                                                 |
| ---------------- | ---------------------------------------------------------------------------------------- |
| Egyptair         | Alejandría / Asiut / Asuán / Hurghada / Lúxor / Sharm el-Sheij                           |
| EgyptAir Express | Abu Simbel / Alejandría / Asuán / Hurghada / Lúxor / Marsa Alam / Sharm el-Sheij / Suhag |
| Nile Air         | Asuán / Hurghada / Lúxor / Sharm el-Sheij                                                |

### Destinos internacionales
| Ciudades por países | Nombre del aeropuerto                           | Aerolíneas                                               | Aeronaves     | Frecuencias semanales |        |
| África              | África                                          | África                                                   | África        | África                | África |
| ------------------- | ----------------------------------------------- | -------------------------------------------------------- | ------------- | --------------------- | ------ |
| Argelia             |                                                 |                                                          |               |                       |        |
| Argel               | Aeropuerto Internacional Houari Boumedienne     | Air Algérie Egyptair                                     |               |                       |        |
| Chad                |                                                 |                                                          |               |                       |        |
| Yamena              | Aeropuerto Internacional de Yamena              | Egyptair                                                 |               |                       |        |
| Costa de Marfil     |                                                 |                                                          |               |                       |        |
| Abiyán              | Aeropuerto Internacional Félix Houphouët-Boigny | Egyptair                                                 |               |                       |        |
| Eritrea             |                                                 |                                                          |               |                       |        |
| Asmara              | Aeropuerto Internacional de Asmara              | Egyptair                                                 |               |                       |        |
| Etiopía             |                                                 |                                                          |               |                       |        |
| Adís Abeba          | Aeropuerto Internacional Bole                   | Egyptair Ethiopian                                       |               |                       |        |
| Ghana               |                                                 |                                                          |               |                       |        |
| Acra                | Aeropuerto Internacional Kotoka                 | Egyptair                                                 |               |                       |        |
| Kenia               |                                                 |                                                          |               |                       |        |
| Nairobi             | Aeropuerto Internacional Jomo Kenyatta          | Egyptair Kenya Airways                                   |               |                       |        |
| Libia               |                                                 |                                                          |               |                       |        |
| Trípoli             | Aeropuerto Internacional Mitiga                 | Afriqiyah Airways Egyptair Libyan Airlines               |               |                       |        |
| Bengasi             | Aeropuerto Internacional de Benina              | Berniq Airways                                           |               |                       |        |
| Marruecos           |                                                 |                                                          |               |                       |        |
| Casablanca          | Aeropuerto Internacional Mohámmed V             | Egyptair Royal Air Maroc                                 |               |                       |        |
| Nigeria             |                                                 |                                                          |               |                       |        |
| Abuya               | Aeropuerto Internacional Nnamdi Azikiwe         | Egyptair                                                 |               |                       |        |
| Kano                | Aeropuerto Internacional de Kano                | Egyptair                                                 |               |                       |        |
| Lagos               | Aeropuerto Internacional Murtala Muhammed       | Egyptair                                                 |               |                       |        |
| Ruanda              |                                                 |                                                          |               |                       |        |
| Kigali              | Aeropuerto Internacional de Kigali              | Egyptair                                                 |               |                       |        |
| Sudáfrica           |                                                 |                                                          |               |                       |        |
| Johannesburgo       | Aeropuerto Internacional de Johannesburgo       | Egyptair                                                 |               |                       |        |
| Sudán               |                                                 |                                                          |               |                       |        |
| Khartoum            | Aeropuerto Internacional de Khartoum            | Badr Airlines Egyptair Tarco Airlines                    |               |                       |        |
| Puerto Sudán        | Aeropuerto de Puerto Sudán                      | Badr Airlines                                            |               |                       |        |
| Sudán del Sur       |                                                 |                                                          |               |                       |        |
| Yuba                | Aeropuerto Internacional de Yuba                | Egyptair                                                 |               |                       |        |
| Tanzania            |                                                 |                                                          |               |                       |        |
| Dar es Salaam       | Aeropuerto de Dar es Salaam                     | Egyptair                                                 |               |                       |        |
| Túnez               |                                                 |                                                          |               |                       |        |
| Túnez               | Aeropuerto Internacional de Túnez-Cartago       | Egyptair Tunisair                                        |               |                       |        |
| Uganda              |                                                 |                                                          |               |                       |        |
| Entebbe             | Aeropuerto Internacional de Entebbe             | Egyptair                                                 |               |                       |        |
| Norteamérica        |                                                 |                                                          |               |                       |        |
| Canadá              |                                                 |                                                          |               |                       |        |
| Montreal            | Aeropuerto Internacional Pierre Elliott Trudeau | Air Canada                                               | B787-9        | 4                     |        |
| Toronto             | Aeropuerto Internacional Toronto Pearson        | Egyptair                                                 |               |                       |        |
| Estados Unidos      |                                                 |                                                          |               |                       |        |
| Newark              | Aeropuerto Internacional Libertad de Newark     | Egyptair                                                 |               |                       |        |
| Nueva York          | Aeropuerto Internacional John F. Kennedy        | Egyptair                                                 |               |                       |        |
| Washington D. C.    | Aeropuerto Internacional Dulles                 | EgyptAir                                                 |               |                       |        |
| Asia                |                                                 |                                                          |               |                       |        |
| Arabia Saudita      |                                                 |                                                          |               |                       |        |
| Abha                | Aeropuerto Internacional de Abha                | Egyptair Saudia                                          |               |                       |        |
| Al-Jawf             | Aeropuerto de Al-Jawf                           | Nile Air                                                 | A32x          |                       |        |
| Buraidá             | Aeropuerto Internacional de Buraidá             | Nile Air                                                 | A32x          |                       |        |
| Dammam              | Aeropuerto Internacional de Dammam-Rey Fahd     | Egyptair flynas Saudia                                   | A32x          |                       |        |
| El Kasim            | Aeropuerto de Príncipe Nayef Bin Abdulaziz      | Air Arabia Egypt EgyptAir Nesma Airlines Nile Air        | A320-214 A32x |                       |        |
| Hail                | Aeropuerto de Haíl                              | Nesma Airlines Nile Air                                  | A32x          |                       |        |
| Medina              | Aeropuerto Príncipe Mohammad Bin Abdulaziz      | Egyptair Saudia                                          |               |                       |        |
| Riad                | Aeropuerto Internacional Rey Khalid             | Egyptair flynas Saudia                                   | A32x          |                       |        |
| Tabuk               | Aeropuerto de Tabuk                             | Air Arabia Egypt Nesma Airlines Nile Air                 | A320-214 A32x |                       |        |
| Taif                | Aeropuerto de Taif                              | Air Arabia Egypt Nesma Airlines Nile Air                 | A320-214 A32x |                       |        |
| Yanbu               | Aeropuerto de Yanbu                             | Air Arabia Egypt Air Cairo Nesma Airlines                | A320-214 A32x |                       |        |
| Yida                | Aeropuerto Internacional Rey Abdulaziz          | Air Cairo Egyptair flynas Nesma Airlines Nile Air Saudia | A32x          |                       |        |
| Bangladés           |                                                 |                                                          |               |                       |        |
| Daca                | Aeropuerto Internacional Hazrat Shahjalal       | Egyptair                                                 |               |                       |        |
| Baréin              |                                                 |                                                          |               |                       |        |
| Manama              | Aeropuerto Internacional de Baréin              | Egyptair Gulf Air                                        |               |                       |        |
| Catar               |                                                 |                                                          |               |                       |        |
| Doha                | Aeropuerto Internacional Hamad                  | Egyptair Qatar Airways                                   |               |                       |        |
| China               |                                                 |                                                          |               |                       |        |
| Guangzhou           | Aeropuerto Internacional de Cantón-Baiyun       | Egyptair                                                 |               |                       |        |
| Hangzhou            | Aeropuerto Internacional de Hangzhou-Xiaoshan   | Egyptair                                                 |               |                       |        |
| Pekín               | Aeropuerto Internacional de Pekín-Capital       | Egyptair                                                 |               |                       |        |
| Shanghái            | Aeropuerto Internacional de Shanghái-Pudong     | Egyptair China Eastern Airlines                          |               |                       |        |
| Chipre              |                                                 |                                                          |               |                       |        |
| Lárnaca             | Aeropuerto Internacional de Lárnaca             | EgyptAir Express                                         |               |                       |        |
| EAU                 |                                                 |                                                          |               |                       |        |
| Abu Dabi            | Aeropuerto Internacional de Abu Dabi            | Egyptair Etihad Airways                                  |               |                       |        |
| Dubái               | Aeropuerto Internacional de Dubái               | Egyptair Emirates                                        |               |                       |        |
| Ras Al Khaimah      | Aeropuerto Internacional de Ras Al Khaimah      | Air Arabia Egyptair                                      | A32x          |                       |        |
| Sharjah             | Aeropuerto Internacional de Sharjah             | Air Arabia Egyptair                                      | A32x          |                       |        |
| Hong Kong           |                                                 |                                                          |               |                       |        |
| Hong Kong           | Aeropuerto Internacional de Hong Kong           | Egyptair                                                 |               |                       |        |
| India               |                                                 |                                                          |               |                       |        |
| Bombay              | Aeropuerto Internacional Chhatrapati Shivaji    | Egyptair                                                 |               |                       |        |
| Nueva Delhi         | Aeropuerto Internacional Indira Gandhi          | Egyptair                                                 |               |                       |        |
| Indonesia           |                                                 |                                                          |               |                       |        |
| Yakarta             | Aeropuerto Internacional Soekarno-Hatta         | Egyptair                                                 |               |                       |        |
| Irak                |                                                 |                                                          |               |                       |        |
| Bagdad              | Aeropuerto Internacional de Bagdad              | Egyptair Iraqi Airways                                   |               |                       |        |
| Erbil               | Aeropuerto Internacional de Erbil               | Egyptair Iraqi Airways                                   |               |                       |        |
| Solimania           | Aeropuerto Internacional de Suleimaniya         | Iraqi Airways                                            |               |                       |        |
| Japón               |                                                 |                                                          |               |                       |        |
| Tokio               | Aeropuerto Internacional de Narita              | Egyptair                                                 |               |                       |        |
| Osaka               | Aeropuerto Internacional de Kansai              | Egyptair                                                 |               |                       |        |
| Jordania            |                                                 |                                                          |               |                       |        |
| Amán                | Aeropuerto Internacional Queen Alia             | Egyptair Jordan Aviation Royal Jordanian                 |               |                       |        |
| Áqaba               | Aeropuerto Internacional Rey Husein             | Air Cairo                                                | A32x          |                       |        |
| Kuwait              |                                                 |                                                          |               |                       |        |
| Ciudad de Kuwait    | Aeropuerto Internacional de Kuwait              | Egyptair Jazeera Airways Kuwait Airways Nile Air         | A32x          |                       |        |
| Líbano              |                                                 |                                                          |               |                       |        |
| Beirut              | Aeropuerto Internacional de Beirut              | Egyptair Middle East Airlines                            | A3xx          |                       |        |
| Omán                |                                                 |                                                          |               |                       |        |
| Mascate             | Aeropuerto Internacional de Seeb                | Egyptair Oman Air                                        | B7x7          |                       |        |
| Siria               |                                                 |                                                          |               |                       |        |
| Damasco             | Aeropuerto Internacional de Damasco             | Syrian Air                                               |               |                       |        |
| Tailandia           |                                                 |                                                          |               |                       |        |
| Bangkok             | Aeropuerto Internacional Suvarnabhumi           | Egyptair                                                 |               |                       |        |
| Turquía             |                                                 |                                                          |               |                       |        |
| Estambul            | Aeropuerto de Estambul                          | Air Cairo Egyptair Nile Air Turkish Airlines             |               |                       |        |
| Uzbekistán          |                                                 |                                                          |               |                       |        |
| Taskent             | Aeropuerto Internacional de Taskent             | Nile Air                                                 | A32x          |                       |        |
| Yemen               |                                                 |                                                          |               |                       |        |
| Adén                | Aeropuerto Internacional de Adén                | Yemenia                                                  |               |                       |        |
| Europa              |                                                 |                                                          |               |                       |        |
| Azerbaiyán          |                                                 |                                                          |               |                       |        |
| Bakú                | Aeropuerto Internacional Heydar Aliyev          | Azerbaijan Airlines                                      |               |                       |        |
| Alemania            |                                                 |                                                          |               |                       |        |
| Berlín              | Aeropuerto de Berlín-Brandeburgo Willy Brandt   | Egyptair                                                 |               |                       |        |
| Fráncfort           | Aeropuerto de Fráncfort del Meno                | Egyptair Lufthansa                                       |               |                       |        |
| Múnich              | Aeropuerto Internacional de Múnich              | Egyptair Lufthansa                                       |               |                       |        |
| Austria             |                                                 |                                                          |               |                       |        |
| Viena               | Aeropuerto de Viena                             | Austrian Airlines Egyptair                               |               |                       |        |
| Bélgica             |                                                 |                                                          |               |                       |        |
| Bruselas            | Aeropuerto de Bruselas-National                 | Egyptair                                                 |               |                       |        |
| Dinamarca           |                                                 |                                                          |               |                       |        |
| Copenhague          | Aeropuerto de Copenhague-Kastrup                | Egyptair                                                 |               |                       |        |
| España              |                                                 |                                                          |               |                       |        |
| Bilbao              | Aeropuerto de Bilbao                            | Air Cairo                                                |               |                       |        |
| Barcelona           | Aeropuerto de Barcelona-El Prat                 | Egyptair Vueling                                         |               |                       |        |
| Madrid              | Aeropuerto de Madrid-Barajas                    | Egyptair Nile Air                                        |               |                       |        |
| Málaga              | Aeropuerto de Málaga-Costa del Sol              | Air Cairo                                                |               |                       |        |
| Valencia            | Aeropuerto de Valencia                          | Air Cairo (vía AGP)                                      |               |                       |        |
| Francia             |                                                 |                                                          |               |                       |        |
| Lyon                | Aeropuerto de Lyon-Saint Exupéry                | Air Cairo                                                |               |                       |        |
| Marsella            | Aeropuerto de Marsella-Provenza                 | Air Cairo                                                |               |                       |        |
| Nantes              | Aeropuerto de Nantes-Atlantique                 | Air Cairo                                                |               |                       |        |
| París               | Aeropuerto de París-Charles de Gaulle           | Air Cairo Air France Egyptair                            |               |                       |        |
| París               | Aeropuerto de París-Orly                        | Vueling                                                  |               |                       |        |
| Grecia              |                                                 |                                                          |               |                       |        |
| Atenas              | Aeropuerto Internacional Eleftherios Venizelos  | Aegean Airlines Egyptair EgyptAir Express                | A32x          |                       |        |
| Hungría             |                                                 |                                                          |               |                       |        |
| Budapest            | Aeropuerto de Budapest-Ferenc Liszt             | Egyptair EgyptAir Express                                |               |                       |        |
| Italia              |                                                 |                                                          |               |                       |        |
| Milán               | Aeropuerto de Milán-Malpensa                    | Egyptair                                                 |               |                       |        |
| Roma                | Aeropuerto de Roma-Fiumicino                    | ITA Airways Egyptair                                     | A             |                       |        |
| Países Bajos        |                                                 |                                                          |               |                       |        |
| Ámsterdam           | Aeropuerto de Ámsterdam-Schiphol                | Egyptair                                                 |               |                       |        |
| Portugal            |                                                 |                                                          |               |                       |        |
| Lisboa              | Aeropuerto Luís de Camões                       | TAP Air Portugal                                         |               |                       |        |
| Serbia              |                                                 |                                                          |               |                       |        |
| Belgrado            | Aeropuerto de Belgrado-Nikola Tesla             | Air Serbia                                               |               |                       |        |
| Reino Unido         |                                                 |                                                          |               |                       |        |
| Londres             | Aeropuerto de Londres-Heathrow                  | British Airways Egyptair                                 |               |                       |        |
| Ucrania             |                                                 |                                                          |               |                       |        |
| Kiev                | Aeropuerto Internacional de Boryspil            | Ukraine International Airlines                           |               |                       |        |
| Rusia               |                                                 |                                                          |               |                       |        |
| Moscú               | Aeropuerto Internacional de Moscú-Domodédovo    | Egyptair                                                 |               |                       |        |
| Moscú               | Aeropuerto Internacional de Moscú-Sheremétievo  | Aeroflot                                                 |               |                       |        |
| Suiza               |                                                 |                                                          |               |                       |        |
| Ginebra             | Aeropuerto Internacional de Ginebra             | Egyptair                                                 |               |                       |        |
| Zúrich              | Aeropuerto Internacional de Zúrich              | Swiss                                                    |               |                       |        |

### Carga
| Aerolíneas                    | Destinos                                                                                  |
| ----------------------------- | ----------------------------------------------------------------------------------------- |
| LATAM Cargo Brasil            | París-Charles de Gaulle                                                                   |
| Air France Cargo              | París-Charles de Gaulle, Reunion                                                          |
| Cargolux                      | Beirut                                                                                    |
| DHL International Aviation ME | Baréin                                                                                    |
| EgyptAir Cargo                | Chateauroux-Centre, Cologne/Bonn, Estambul-Atatürk, Milan-Malpensa, Yamena, Ostend/Bruges |
| Emirates SkyCargo             | Dubái                                                                                     |
| Ethiopian Airlines            | Addis Abeba, Beirut, Lieja                                                                |
| Kalitta Air                   | Charleston                                                                                |
| Lufthansa Cargo               | Fráncfort, Hong Kong, Sharjah                                                             |
| Martinair                     | Ámsterdam                                                                                 |
| RAM Cargo                     | Casablanca                                                                                |
| Royal Jordanian Cargo         | Amán, Maastricht/Aachen                                                                   |
| Turkish Airlines Cargo        | Estambul-Ataturk                                                                          |

## Transportes
Un autobús gratuito comunica las dos terminales, que están a 3 km de distancia. El autobús funciona las 24 horas del día con un frecuencia aproximada de cada 30 minutos.
El aeropuerto está conectado a la ciudad por dos rutas, el principal acceso es la Ruta Salah Salem que atraviesa Heliopolis desde el centro de la ciudad, y la otra ruta es la autopista.
Un nuevo servicio de autobús la comunica con varios destinos, entre los que se cuentan Heliopolis, Nasr City, El Cairo, Guiza, Mohandesin, Zamalek, Maadi y Haram (área de las Pirámides).
Los taxis están disponibles a cualquier hora, y son operados con una tarifa plana. Los taxis oficiales de El Cairo son predominantemente blanco y negro.
Los servicios de limusina son ofrecidos por 19 compañías. 
El servicio de autobús del aeropuerto (con y sin aire acondicionado) opera desde la Terminal 1. Hay varias paradas: Plaza Tahrir, El Cairo, Mohandesin, y la zona de las pirámides en Guiza.
El acceso al aeropuerto requiere del pago de un derecho de 5 EGP por tres horas. 

### Planes futuros
Hay un plan para extender el servicio de metro de El Cairo hasta el aeropuerto. La nueva línea está en un estado avanzado de planeamiento, y comunicará el aeropuerto con la otra cabecera, en Mohandessin (Guiza). Se espera que entre en funcionamiento en el 2010. 

## Desastres
El Aeropuerto Internacional de El Cairo ha sido el aeropuerto de partida o de destino de varios vuelos que no alcanzaron su destino final: 
- el 20 de mayo de 1965, el vuelo 705 de Pakistan International Airlines, el vuelo inaugural de la ruta Karachi - Dhahran - El Cairo - Londres se estrelló durante una aproximación nocturna a la pista 34 del Aeropuerto Internacional de El Cairo, luego de que los pilotos no llegaran a corregir la tasa de descenso. 119 de los 125 a bordo del Boeing 720-040B (AP - AMH) murieron.
- el 19 de marzo de 1972, el vuelo 763 de EgyptAir se estrelló en Vietnam matando a los 30 pasajeros a bordo.
- el 25 de diciembre de 1979, el vuelo 864 de EgyptAir cayó sobre un complejo industrial en Bangkok, Tailandia, luego de que los pilotos no llegaran a corregir la tasa de descenso. 20 de las 52 personas a bordo fallecieron. Otras 72 que se encontraban en tierra también murieron como consecuencia del accidente.
- el 24 de noviembre de 1985, el vuelo 648 de EgyptAir fue secuestrado en Luqa, Malta. Se colocaron granadas en la aeronave y 60 de los 96 pasajeros y el personal de a bordo fallecieron.
- el 31 de octubre de 1999, el vuelo 990 de EgyptAir proveniente de Nueva York, se estrelló en Nantucket, Massachusetts. Los 217 pasajeros y el personal fallecieron. La causa del accidente todavía se encuentra en disputa.